# Aptornithidae
Az Aptornithidae a madarak (Aves) osztályán belül a darualakúak (Gruiformes) rendjébe tartozó kihalt család, melybe egyetlen nem, az Aptornis tartozott két fajjal.

## Rendszertani helyzetük
A darualakúak jelenleg élő családjai közül egyik sem közeli rokonuk, legközelebb a kagu (Rhynochetos jubatus) és a guvatgém (Eurypyga helias) áll hozzájuk, de ezek is eléggé távoli rokonaik. Sokáig a kagut tartották legközelebbi rokonuknak, de feltehetőleg csak a hasonló életmód miatti konvergens evolúció miatt tűntek hasonlónak.

## Elterjedésük
Mindkét faj Új-Zéland szigetein fordult elő.

## Tudományos megismerésük, megjelenésük
Először a ma Aptornis otidiformis nevű faj csontmaradványai kerültek elő 1844-ben. A kor nagy természettudósa, Richard Owen kezébe jutottak a csontmaradványok, aki először egy újabb moafajnak vélte azokat és tudományosan elnevezte a maradványokat Dinornis otidiformis-nak. Csak mikor később egy koponya és egy láb is a birtokába jutott ismerte fel, hogy ezek nem egy moától származnak és hogy inkább a darualakúak rendjébe tartozó fajokkal áll közelebbi rokonságban. Ekkor kapta a faj ma is használatos tudományos nevét és Owen egy külön családot hozott létre a fajnak.
Az Aptornis otidiformis nagyjából 80 centiméter magas lehetett és feltehetően súlya 16 kilogramm körül mozoghatott. Maradványait kizárólag Új-Zéland Északi-szigetén találták meg.
Owen 1871-ben írta le a másik fajt, melyet Aptornis defossor-nak nevezett el. Ennek maradványait rokonfajával ellentétben kizárólag a Déli-szigeten találták meg. Ez valamivel testesebb faj volt, súlya elérhette a 19 kilogrammot is.

## Életmódjuk
Mindkét faj jellemző bélyege a súlyos, hosszú, lefelé hajló csőr. A csőr hegye éles és erős. Az Aptornis fajok feltehetően ragadozó életmódot folytattak és nagyobb rovarokkal, gekkókkal, hidasgyíkokkal, fészkükön ülő tengeri madarakkal táplálkoztak.

## Kihalásuk

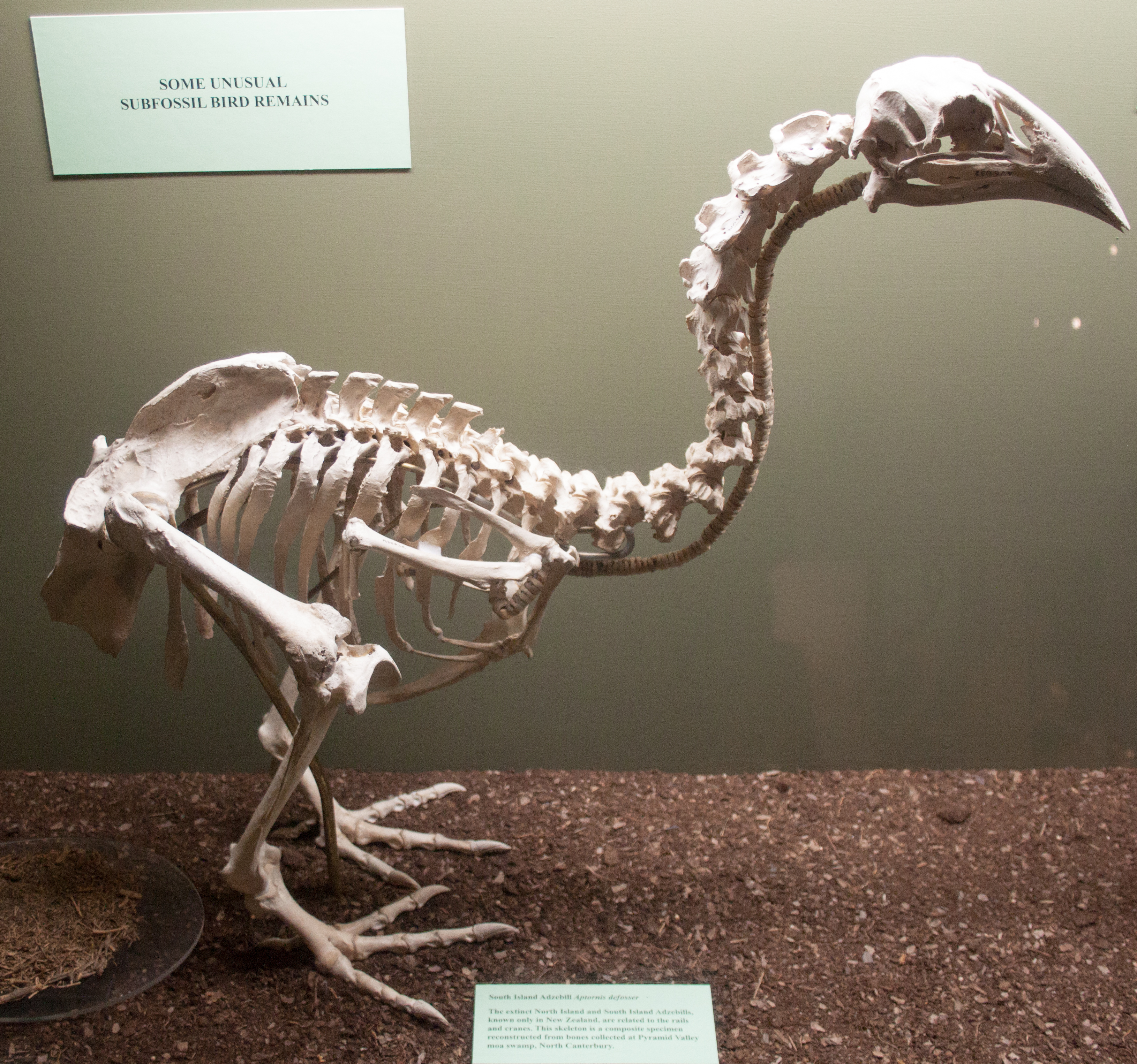
Aptornis defossor, déli-szigeti adzebill kompozit csontváza

A fajok valószínűleg a 13. század utolsó évtizedeiben halhattak ki végleg, amikor a maorik letelepedtek Új-Zéland szigetein. A fajok vadászata mellett a maorik tájátalakító tevékenysége is közrejátszhatott eltűnésükben.
Az északi szigeti Aptornis otidiformis fajból 78 fosszilizálódott maradványt találtak, a déli szigeti Aptornis defossor-ból nagyjából 100-at.

## Fordítás
- Ez a szócikk részben vagy egészben  az   Aptornis című német Wikipédia-szócikk ezen változatának fordításán alapul.  Az eredeti cikk szerkesztőit annak laptörténete sorolja fel. Ez a jelzés csupán a megfogalmazás eredetét és a szerzői jogokat jelzi, nem szolgál a cikkben szereplő információk forrásmegjelöléseként.